# Temenis korallion
Temenis korallion är en fjärilsart som beskrevs av Hans Fruhstorfer 1912. Temenis korallion ingår i släktet Temenis och familjen praktfjärilar. Inga underarter finns listade i Catalogue of Life.